# Hemisorghum
Hemisorghum és un gènere de plantes de la família de les poàcies, ordre de les poals, subclasse de les commelínides, classe de les liliòpsides, divisió dels magnoliofitins.

## Taxonomia
- Hemisorghum mekongense (A. Camus) C.E. Hubb.= Sorghum halepense var. mekongense A. Camus
- Hemisorghum venustum (Thwaites) Clayton = Andropogon venustus Thwaites